# سباق السيارات الرياضية
سباق السيارات الرياضية هو نوع من سباقات السيارات على الطرق التي تستخدم السيارات الرياضية ذات المقعدين والعجلات المغطاة. قد تكون هذه السيارات نماذج أولية مصممة خصيصًا لهذا الغرض أو سيارات سياحية كبيرة مستندة إلى نماذج سيارات الطرق. يُعتبر سباق السيارات الرياضية واحدًا من الأنواع الرئيسية لسباقات السيارات على الحلبات، إلى جانب سباقات العجلات المفتوحة (مثل الفورمولا1)، وسباقات السيارات السياحية (مثل بطولة السيارات السياحية البريطانية التي تستخدم سيارات الصالون العادية بدلاً من السيارات الرياضية الفاخرة)، وسباقات السيارات (مثل ناسكار). غالبًا ما تكون سباقات السيارات الرياضية سباقات تحمّل تُجرى على مسافات طويلة أو فترات زمنية ممتدة، مما يتطلب تركيزًا أكبر على موثوقية وكفاءة السيارة والسائقين بدلاً من الأداء العالي أو مهارات القيادة الفائقة. تُعد بطولة العالم للتحمل التي ينظمها الاتحاد الدولي للسيارات مثالاً بارزًا على سلاسل سباقات السيارات الرياضية الشهيرة.
سباق السيارات الرياضية يُعد مزيجًا بين صفاء السيارات ذات العجلات المفتوحة والروح العائلية لسباقات السيارات السياحية. يُرتبط هذا النوع بشكل خاص بسباق التحمل السنوي الشهير لومان 24 ساعة. نُظم سباق لومان لأول مرة عام 1923، مما يجعله أحد أقدم سباقات السيارات التي لا تزال قائمة حتى اليوم. من بين سباقات السيارات الرياضية الكلاسيكية الأخرى التي لم تعد موجودة، السيارات الكلاسيكية الإيطالية، وتارغا فلوريو (1906-1977)، وميل ميجليا (1927-1957)، وكاريرا باناميريكانا المكسيكية (1950-1954).
تركز معظم سباقات السيارات الرياضية الراقية على التحمل، وغالبًا ما تتراوح مدتها بين 6 و24 ساعة، مع التركيز على الموثوقية والاستراتيجية بدلاً من السرعة الخالصة. تتطلب السباقات الأطول عادةً استراتيجية توقف معقدة وتغييرات منتظمة للسائقين. نتيجة لذلك، يُنظر إلى سباقات السيارات الرياضية على أنها جهد جماعي أكثر من كونها رياضة فردية، حيث أصبح مديرو الفرق مثل جون واير وتوم والكينشو والسائق الذي تحول إلى منشئ هنري بيسكارولو وبيتر ساوبر ورينهولد جويست مشهورين تقريبًا بقدر شهرة بعض سائقيهم.
هيبة العلامات التجارية الشهيرة مثل بورش، أودي، شيفروليه، فيراري، جاكوار، بنتلي، أستون مارتن، لوتس، مازيراتي، لامبورغيني، ألفا روميو، لانسيا، مرسيدس بنز، وبي إم دبليو تعتمد جزئيًا على نجاحها في سباقات السيارات الرياضية. غالبًا ما تكون سيارات الطرق الرائدة التي تصنعها هذه الشركات مشابهة جدًا من حيث الهندسة والتصميم لتلك التي تُستخدم في السباقات. هذا الارتباط الوثيق بالطبيعة "الغريبة" للسيارات يشكل تمييزًا مفيدًا بين سباقات السيارات الرياضية والسيارات السياحية.
كانت سباقات سيبرينغ 12 ساعة، ودايتونا 24 ساعة، ولومان 24 ساعة تُعتبر في الماضي التاج الثلاثي لسباقات سيارات التحمل.

## تاريخ

### تطور
وفقًا للمؤرخ ريتشارد هوغ، "من الواضح أنه من المستحيل التمييز بين مصممي السيارات الرياضية وآلات سباق الجائزة الكبرى خلال فترة ما قبل عام 1914". وقد أكد الراحل جورج فارو أن سباقات السيارات الرياضية لم تولد فعليًا حتى أول سباق لومان 24 ساعة في عام 1923. وعلى الرغم من أنه قد يكون متحيزًا في رأيه كونه أحد المنشئين المشاركين لهذا السباق، فمن المؤكد أن سباقات السيارات الرياضية كما كانت معروفة بعد عام 1919 لم تكن موجودة قبل الحرب العالمية الأولى.
في عشرينيات القرن الماضي، كانت السيارات المستخدمة في سباقات التحمل وسباقات الجائزة الكبرى لا تزال متشابهة بشكل أساسي، حيث كانت تحتوي على مصدات ومقعدين لحمل ميكانيكي إذا لزم الأمر أو إذا سمح بذلك. كانت سيارات مثل Bugatti Type 35 متساوية تقريبًا في سباقات الجائزة الكبرى وأحداث التحمل. لكن مع مرور الوقت، بدأ التخصص يميز بين المتسابقين الرياضيين وسيارات سباقات الجائزة الكبرى.
بدأت سيارة Alfa Romeo Tipo A Monoposto الأسطورية في أوائل ثلاثينيات القرن الماضي بتطوير السيارة ذات المقعد الواحد الحقيقية. تطور متسابقو Grand Prix بسرعة إلى سيارات أحادية المقعد عالية الأداء مصممة للسباقات القصيرة نسبيًا، عن طريق إزالة الرفارف والمقعد الثاني. خلال أواخر ثلاثينيات القرن العشرين، لم يتمكن المصنعون الفرنسيون من مواكبة التقدم الذي أحرزته سيارات مرسيدس-بنز وأوتو يونيون في سباقات الجائزة الكبرى، وانسحبوا إلى المنافسة المحلية مع السيارات الرياضية ذات السعة الكبيرة. كانت العلامات التجارية مثل Delahaye وTalbot وBugatti بارزة في المنافسات المحلية.
وبالمثل، خلال عشرينيات وثلاثينيات القرن الماضي، بدأت السيارات الرياضية/GT التي تسير على الطرق في الظهور باعتبارها متميزة عن السيارات السياحية السريعة. كان سباق لومان في الأصل سباقًا للسيارات السياحية، ومع ذلك، أصبحت السيارات الرياضية، سواء كانت مستمدة من مركبات الطرق أو تم تطويرها من سيارات السباق الأصيلة، هي المسيطرة على سباقات مثل لومان وميل ميجليا.
في سباقات التحمل على الطرق المفتوحة في جميع أنحاء أوروبا، مثل ميل ميجليا، وسباق فرنسا للدراجات، وتارجا فلوريو، التي غالبًا ما كانت تجرى على طرق متربة، كانت الحاجة إلى مصدات وميكانيكي أو ملاح لا تزال قائمة. نظرًا لأن السيارات والسباقات الإيطالية كانت تحدد هذا النوع بشكل أساسي، فقد أصبحت هذه الفئة تُعرف باسم Gran Turismo، خاصة في الخمسينيات من القرن الماضي، حيث كان لا بد من السفر لمسافات طويلة بدلاً من الركض في دوائر قصيرة فقط. كانت الموثوقية وبعض وسائل الراحة الأساسية ضرورية لتحمل هذه المهام.

### إحياء ما بعد الحرب
بعد الحرب العالمية الثانية، ظهر سباق السيارات الرياضية كشكل متميز من السباقات مع سباقاته الكلاسيكية الخاصة. ومنذ عام 1953، تم إنشاء بطولة العالم للسيارات الرياضية الخاصة بها التي أقرها الاتحاد الدولي للسيارات. في الخمسينيات من القرن الماضي، كان سباق السيارات الرياضية لا يقل أهمية عن سباقات الجائزة الكبرى، حيث استثمرت العلامات التجارية الكبرى مثل فيراري ومازيراتي وجاغوار وأستون مارتن الكثير من الجهد في برامجها وتزويد العملاء بالسيارات. فقد المتسابقون الرياضيون علاقتهم الوثيقة بالسيارات الرياضية التي تسير على الطرق في الخمسينيات، وأصبحت السباقات الكبرى تُجرى بواسطة سيارات منافسة مخصصة مثل جاكوار C وD، ومرسيدس 300SLR، ومازيراتي 300S، وأستون مارتن DBR1، وسيارات فيراري المتنوعة بما في ذلك تيستا روساس.
كان أفضل سائقي الجائزة الكبرى يتنافسون بانتظام في سباقات السيارات الرياضية. ولكن بعد حوادث كبيرة في سباق لومان 24 ساعة عام 1955 وسباق ميل ميليا عام 1957، تم كبح قوة السيارات الرياضية من خلال تطبيق حد سعة المحرك 3 لتر عليها في بطولة العالم اعتبارًا من عام 1958. ومنذ عام 1962، أخذت السيارات الرياضية المقعد الخلفي مؤقتًا لسيارات GT، حيث استبدل الاتحاد الدولي للسيارات بطولة العالم للسيارات الرياضية بالبطولة الدولية لمصنعي GT.

### النمو على المستوى الوطني
في السباقات الوطنية وليس الدولية، كانت منافسات السيارات الرياضية في الخمسينيات وأوائل الستينيات تميل إلى عكس ما كان شائعًا محليًا. غالبًا ما أثرت السيارات الناجحة محليًا على نهج كل دولة في المنافسة على المسرح الدولي.
في الولايات المتحدة، شهدت المنافسات بين السيارات الهجينة المحلية والمستوردة من إيطاليا وألمانيا وبريطانيا صراعًا حاميًا. بدأت هذه المنافسات بمشاهد بارزة على الساحل الشرقي والغربي، حيث تقاربت تدريجيًا لتشهد ظهور سباقات كلاسيكية مثل Camoradi و Briggs Cunningham وغيرها من الفرق المهمة.
تميل الساحة الأمريكية إلى عرض سيارات MG وبورش الصغيرة في الفئات الأقل حجمًا، بينما كانت سيارات جاكوار ومازيراتي ومرسيدس بنز وألارد وفيراري المستوردة تتنافس في الفئات الأكبر.
ظهرت سلالة من السيارات الهجينة القوية في الخمسينيات والستينيات من القرن الماضي، حيث تنافست عبر جانبي المحيط الأطلسي. تميزت هذه السيارات بهياكل أوروبية ومحركات أمريكية كبيرة، بدءًا من سيارات Allard الأولى وحتى سيارات السباق مثل Lotus 19 التي جُهزت بمحركات قوية، وصولاً إلى AC Cobra.
جمعت هذه السيارات بين الهيكل البريطاني في الأساس ومحركات V8 الأمريكية، مما أدى إلى ظهور سلسلة Can-Am الشهيرة والمذهلة في الستينيات والسبعينيات.
في بريطانيا، كانت السيارات الرياضية سعة 2 لتر شائعة في البداية، مع توفر محرك بريستول الرخيص بسهولة. في وقت لاحق، أصبحت سيارات السباق الرياضية سعة 1100 سم مكعب فئة شائعة للسائقين الشباب، تحل محل فئة 500 سم مكعب F3، مع مثل الشركات مثل لولا ولوتس وكوبر وغيرها. هذه السيارات كانت شديدة التنافسية، ورغم أنها كانت في الطرف الآخر من الطيف في أوائل ومنتصف الستينيات، جذب مشهد السباقات الرياضية الوطنية أيضًا سيارات GT المتطورة، وفيما بعد مجموعة من "السيارات الكبيرة" ذات المحركات الكبيرة، مما أدى تقدمها التكنولوجي إلى ظهور سلسلة Can-Am، التي توفيت سريعًا.
أدت سلسلة Clubmans إلى تقديم الكثير من وسائل الترفيه في سباقات الأندية من الستينيات إلى التسعينيات، وأحيا جون ويب الاهتمام بالنماذج الرياضية الكبيرة مع Thundersports في الثمانينيات. وكان هناك اهتمام كبير بالمجموعة C للحفاظ على بطولة C2 لبضع سنوات.
على مستوى "النادي"، ظلت سباقات السيارات الرياضية المعدلة ("ModSports") وسباقات إنتاج السيارات الرياضية ("ProdSports") سمة من سمات معظم اجتماعات السباق البريطانية في الثمانينيات، وتطورت إلى سلسلة "Special GT" التي كانت في الأساس Formula Libre للرياضة أو سيارات الصالون. بعد فترة من التراجع النسبي في الثمانينيات، ظهرت بطولة جي تي البريطانية في منتصف التسعينيات
وجدت إيطاليا نفسها تستضيف عددًا كبيرًا من السباقات التي تتنافس فيها السيارات المستندة إلى شركات مثل فيات، والتي غالبًا ما تُعرف باسم "etceterinis"، بالإضافة إلى السيارات الصغيرة من ألفا روميو، والأسماء الرائدة مثل مازيراتي وفيراري. تباع السيارات هذه أيضًا للعملاء المحليين بجانب المشاركة في السباقات على المستوى العالمي.
تشمل سباقات الطرق مثل Mille Miglia كل شيء، بدءًا من السيارات السياحية وحتى السيارات المتنافسة في بطولة العالم. كان سباق ميلي ميليا أكبر حدث رياضي في إيطاليا حتى حادث مميت في عام 1957 أدى إلى توقفه. بالمقابل، ظلت تارغا فلوريو، وهو سباق طريق صعب آخر، جزءًا من بطولة العالم حتى السبعينيات، وظل سباقًا محليًا مهمًا لسنوات عديدة بعد ذلك.
مع تحول صناعة السيارات الفرنسية من السيارات الكبيرة القوية إلى السيارات الصغيرة النفعية، كانت السيارات الرياضية الفرنسية في الخمسينيات وأوائل الستينيات تتميز بقدرتها الصغيرة وديناميكيتها الهوائية العالية، وكثيرًا ما كانت تعتمد على مكونات من بانهارد أو رينو، بهدف السعي للفوز بـ "مؤشر الأداء" في سباقات مثل لومان وريمس، وتحقيق الانتصارات في سباقات الإعاقة. بين أواخر الستينيات وأواخر السبعينيات، بذلت شركات ماترا ورينو جهودًا كبيرة وناجحة للفوز في سباقات لومان.
في ألمانيا، سيطرت شركات BMW وبورش ومرسيدس بنز على سباقات الإنتاج المحلي، على الرغم من تحول تدريجي نحو سباقات السيارات الرياضية والـ GT. شهدت الساحة الألمانية تطور Deutsche Rennsport Meisterschaft المبنية على السيارات الرياضية، التي تطورت لاحقًا إلى Deutsche Tourenwagen Meisterschaft.
بدأت بورشه تطوير سلسلة من النماذج الرياضية الأولية منذ أواخر الخمسينيات، وبفضل صلابتها وموثوقيتها، بدأت في تحقيق الانتصارات في سباقات شاقة مثل Targa Florio. مع تقدمها، أصبحت بورشه مع علاماتها مثل Porsche 910 و Porsche 908، وأخيرًا Porsche 917، منافسًا رئيسيًا على الانتصارات الإجمالية في سباقات السيارات الرياضية. فيما بعد، جاءت لتسيطر على هذه السباقات.
تحظى سباقات السيارات الرياضية بشكل متقطع بشعبية كبيرة في اليابان. في الستينيات من القرن الماضي، كانت هناك شعبية كبيرة للمتسابقين الرياضيين ذوي السيارات ذات السعة الصغيرة، وكذلك النسخة المحلية من سيارات المجموعة 7، والذين تنافسوا في كأس التحدي الكندي الأمريكي. استمرت بطولة النماذج الرياضية المحلية بنجاح حتى أوائل التسعينيات. اليوم، تقدم سلسلة Super GT عروضًا ذات ميزانية عالية للمصنعين، وتشهد مشاركة عدد كبير من السائقين الدوليين.
المصنعون اليابانيون كانوا أيضًا زوارًا متكررين لمشاهد السيارات الرياضية الأمريكية، خاصة نيسان وتويوتا، خلال ذروة IMSA، وكذلك لمشاهد السيارات الأوروبية، بما في ذلك لومان. على الرغم من سنوات من المحاولات من قبل جميع العلامات التجارية اليابانية الكبرى، تمكنت مازدا فقط من تحقيق النصر الوحيد لشركة يابانية في لومان عام 1991، حتى عام 2018 عندما حققت تويوتا المراكز الأول والثاني. وفي عام 2019، أحرزت تويوتا نتائج 1-2 أخرى.

### الستينيات والسبعينيات–التطور والصعود والانحدار
بدأت النماذج الأولية القوية، وهي سيارات السباق ذات المقعدين الأصيلة التي لا ترتبط بشكل حقيقي بمركبات الإنتاج، في الظهور مع تقدم الستينيات. شهدت معارك عالمية بين العلامات التجارية مثل فيراري وفورد وبورش ولوتس وألفا روميو وماترا بالإضافة إلى شركات أخرى متخصصة أكثر. استمرت هذه المنافسات حتى أوائل السبعينيات.
وصلت شهرة سباقات لومان إلى شاشات السينما مع فيلم "لومان" الذي قام ببطولته ستيف ماكوين. يُعتبر الكثيرون أن هذه الحقبة كانت ذروة سباقات السيارات الرياضية، حيث تفوقت تكنولوجيا وأداء السيارات بشكل مريح على ما رأيناه في الفورمولا 1. شهدت هذه الفترة إنتاج العديد من سيارات السباق التي كانت مقيدة بشكل متزايد بمعايير الإنتاج، وكانت أسرع بشكل ملحوظ من السيارات الحالية في فورمولا 1 في ذلك الوقت.
في عام 1972، فُرضت قيود على النماذج الأولية لتشغيل محركات أصغر بكثير وفقًا لقواعد الفورمولا 1، وكانت غالبًا ما تم ضبطها للتحمل. أصبحت المجموعة 4 لسيارات Grand Touring Cars والمجموعة 5 لسيارات Special Production Cars شكلًا رئيسيًا لسباقات "السيارات الرياضية" منذ عام 1976، مع تراجع استخدام النماذج الأولية بشكل عام باستثناء هيمنة بورش 936 في لومان وسلسلة سباقات منخفضة المستوى لسيارتين أصغر من المجموعة 6.
كان الشكل الأمريكي الغريب لسباقات السيارات الرياضية هو سلسلة Can-Am، حيث تنافست نماذج رياضية غير محدودة تقريبًا في سباقات قصيرة نسبيًا. استمرت هذه السلسلة من عام 1966 إلى عام 1974 وكانت امتدادًا لـ USRRC التي تتوافق مع قواعد FIA Group 7. تميزت سباقات Can-Am بمشاركة سيارات مبتكرة وقوية تمامًا، مما أدى إلى إثارة كبيرة للمشجعين والمتسابقين على حد سواء.
وقعت سلسلة Can-Am الأصلية ضحية لارتفاع التكاليف وأزمة الطاقة، مما أدى إلى نهاية السلسلة في السبعينيات
حاول ACO، منظمو سباق لومان 24 ساعة، التوصل إلى صيغة من شأنها أن تشجع المزيد من النماذج الأولية على العودة إلى السباقات ولكنها ستكون أيضًا اقتصادية نسبيًا. قوبلت هذه المحاولة بنجاح بفضل قواعد نموذج الرحلات الكبرى في أواخر السبعينيات، التي كانت تعتمد على قواعد استهلاك الوقود. هذه القواعد أدت إلى ظهور نوعين مختلفين من سباقات السيارات الرياضية، والتي اعتبرت على نطاق واسع نقطة عالية في تاريخ هذه الرياضة.

### الثمانينيات–المجموعة C وIMSA GTP
في أوروبا، اعتمد الاتحاد الدولي للسيارات قواعد ACO GTP بدون تغيير تقريبًا ووافق على بطولة المجموعة C العالمية للقدرة (أو بطولة العالم للسيارات الرياضية)، والتي تتميز بنماذج أولية لقمرة القيادة المغلقة عالية التقنية من بورش، وأستون مارتن، ومرسيدس بنز، ونيسان، وجاكوار وغيرها. في الولايات المتحدة، تميزت سلسلة IMSA Camel GTP بمنافسة شديدة بين مجالات ضخمة من الفرق المدعومة من الشركة المصنعة والفرق الخاصة. كانت السيارات مشابهة من الناحية الفنية للمجموعة C ولكنها استخدمت مقياسًا منزلقًا للأوزان وقدرات المحرك لمحاولة الحد من الأداء.
تحتوي كل من المجموعة C وGTP على فئات ثانوية، على التوالي المجموعة C2 وCamel Lights، للسيارات الأقل قوة، وتستهدف الإدخالات من قبل صانعين متخصصين صغار أو فرق هواة جادة.
حاول الاتحاد الدولي للسيارات تحويل المجموعة C إلى تنسيق افتراضي "سباق الجائزة الكبرى بمقعدين" في أوائل التسعينيات، مع قواعد محرك مشتركة مع الفورمولا 1، ومسافات سباق قصيرة، وجدول زمني يتوافق مع جولات الفورمولا 1. أدى هذا التغيير إلى ارتفاع التكاليف وإبعاد المشاركين والجماهير، وبحلول عام 1993، انتهت سباقات النماذج الأولية في أوروبا، مع انسحاب فرق بيجو وجاكوار وتويوتا ومرسيدس بنز.

### التسعينيات–النهضة والنهضة
في محاولة لتعزيز سلسلة السباقات من الدرجة الأولى لتعويض WSPC، ظهرت عدة سلاسل GT جديدة على المستوى الوطني والأوروبي، بينما تطورت سلسلة BPR بشكل تدريجي إلى بطولة FIA GT. بقيت IMSA GTP تنافس لعدة سنوات إضافية قبل أن يتم استبدالها بسلسلة World Sports Cars، التي تميزت بنماذج أولية مفتوحة نسبيًا مثل فيراري 333SP و Riley & Scott Mk 3، جنبًا إلى جنب مع سيارات GT. خلال التسعينيات، شهدت أوروبا نموًا في سباقات هذه النماذج الأولية وغيرها، مما أدى إلى تطوير سلاسل سيارات رياضية تابعة للاتحاد الدولي للسيارات.
منذ اندلاع الفئة C (حيث نجحت اليابان وألمانيا في إطلاق سلسلتين ناجحتين بشكل خاص)، قادت اليابان الطريق بشكل كبير في مجال سباقات السيارات الرياضية؛ فقد أطلقت سلسلة Super GT التي تتميز بسيارات معتمدة على الإنتاج تعديلًا عاليًا. على الرغم من تواجد نماذج أولية تدريجيًا في سباقات اليابان مثل تحدي لومان الياباني، إلا أن العديد من هذه "النماذج الأولية" ليست سوى سيارات Formula 3 تم تعديلها من جديد. ومع وجود تقليد ياباني طويل في مثل هذه السيارات الهجينة، استمرت سلسلة Grand Champion لسنوات مع سيارات Formula 2 و Formula 3000 المعدلة، التي تشبه إلى حد ما التجسيد الثاني لـ Can-Am.
ومع ذلك، في الولايات المتحدة، شهدت سباقات الطرق انخفاضًا واضحًا. بدأت بطولة IMSA GT في الاعتماد على النموذج الأولي منذ عام 1983، مع تقليل الاهتمام بسيارات الإنتاج. أصبحت سلسلة NASCAR سائدة بشكل متزايد، وفي عام 1996، تركزت سلسلة IndyCar بعد انفصالها عن CART بشكل كبير على سباقات السيارات ذات العجلات المفتوحة على المضمارات البيضاوية المحلية. ساهم اعتزال ماريو أندريتي من فورمولا واحد في هذا الانخفاض أيضًا. مر عقد من الزمن قبل أن ينضم سائق أمريكي آخر إلى فورمولا 1، وكان ذلك سكوت سبيد، على الرغم من أنه لم ينجح في النهاية وانضم في النهاية إلى سلسلة NASCAR بدلاً من ذلك.

### 2000s–عودة في الولايات المتحدة
ظهور شبكة التلفزيون SpeedVision أسهم في إحياء الاهتمام بسباقات السيارات الرياضية في الولايات المتحدة، حيث كانت الشبكة تعرض بشكل رئيسي العديد من سباقات السيارات الرياضية والبرامج ذات الصلة قبل أن تتم استبدالها بـ Fox Sports.
سلسلة IMSA GT تطورت إلى سلسلة American Le Mans، حيث أصبحت السباقات الأمريكية والأوروبية في النهاية مرتبطة بشكل وثيق بسلسلة Le Mans، حيث يجتمع كل منهما بين النماذج الأولية وسيارات GT. الاتحاد الدولي للسيارات أظهر اهتمامًا بالبطولات GT وGT3، وتكون قواعدها مبنية على أسس ACO التي تشكل أساساً للسلسلات LMS وALMS. يذكرنا النموذج الأولي لسباق Le Mans إلى حد ما بالنموذج الأولي القديم لسباقات Can Am.
أدت التفرعات الإضافية في المشهد الأمريكي إلى تأسيس Grand American Road Racing Association لسلسلة مستقلة، وهي سلسلة رولكس للسيارات الرياضية، التي تعتمد على قواعد GT والنموذج الأولي الخاص بها بهدف توفير سباقات بتكلفة منخفضة للفرق المستقلة. إلى جانب ذلك، تقدم Grand Am's Continental Tire Sports Car Challenge سلسلة دعم تذكر بشكل كبير سلسلة Trans Am القديمة، حيث تجمع بين السيارات الرياضية التقليدية والسيارات السياحية.
بفضل ارتباط Grand Am بـ NASCAR، يشارك العديد من سائقي NASCAR أحيانًا في سلسلة رولكس للسيارات الرياضية. مثال على ذلك هو Max Papis، الذي كان متسابقًا على الطرق قبل أن يبدأ مسيرته في سلسلة Sprint Cup. يشارك العديد من هؤلاء السائقين بشكل أساسي في سباق 24 ساعة دايتونا.
تم إلغاء سلسلة Trans-Am الأصلية في عام 2006، ولكن عادت للظهور في عام 2009 بتنظيم هيكلي يشمل قسمي TA1 وTA2 الذي يتنافس بسيارات بإطار أنبوبي، بالإضافة إلى قسمي TA3-American وTA3-International التي تعتمد على الإنتاج. بجانب ذلك، يستمر المركز السعودي للتحكيم التجاري في تقديم سلسلة دعم رئيسية لسلسلة Trans-Am.
تشمل سلسلة التحدي SCCA العالمي سباقات مدتها ساعة واحدة لكل جولة، تضم ثلاث فئات رئيسية: فئة GT (مثل شيفروليه كورفيت، أستون مارتن DB9، إلخ)، فئة "GTS" (مثل Acura TSX، BMW 3 Series، إلخ)، حيث حلت محل الفئات السابقة للسيارات السياحية وفئة Touring Car (مشابهة لفئة Grand Am's Continental Challenge). عادت سلسلة Trans Am إلى الحياة في عام 2009، لكنها لم تتمكن حتى الآن من التوقيع على عقد تلفزيوني.

### 2010–إعادة التنسيق
في العقد الأول من القرن الحادي والعشرين، شهدت سباقات السيارات الرياضية في الولايات المتحدة إصلاحًا شاملاً. تم إعادة تنظيم تحدي Pirelli العالمي في عام 2010 ليشمل مجموعة من السيارات السياحية في فئة مشابهة لفئة Grand Sport في Continental Challenge، مع التركيز على ترويج فئة GTS للسيارات السياحية الأخرى. تم هذا التغيير بعد سنوات من وجود فئة TC السابقة التي كانت تجمع بين أكيورا وبي إم دبليو ومازدا.
في عام 2012، اعتمدت السلسلة فئة "B-spec" للسيارات السياحية، مما جعلها مشابهة لفئة Street Tuner التي تتبعها Continental Challenge.
في عام 2010، تم تقديم كأس إنتركونتيننتال لومان (ILMC) من قبل ACO، والتي شملت أحداثًا في أمريكا وآسيا وأوروبا. هذا الإجراء أدى إلى اجتماع ACO وFIA لإنشاء بطولة FIA العالمية للتحمل (WEC)، التي بدأت من عام 2012. هذه السلسلة الجديدة حلت محل ILMC وكانت الخليفة الروحية لبطولة العالم للسيارات الرياضية السابقة التي كان ينظمها الاتحاد الدولي للسيارات.
في عام 2012، قامت سلسلة سيارات رولكس الرياضية بتجديد فئة دايتونا النموذجية، مما سمح بالسماح بالتصاميم التي تستند إلى الإنتاج.
ومع ذلك، لم يصمد تنسيق LMP/LMC الجديد الخاص بـ ALMS بشكل دائم. في عام 2011، انقسمت فئات النماذج الأولية مرة أخرى، حيث كانت LMP1 تمتلك ثلاث سيارات وLMP2 تمتلك واحدة فقط. تمت إضافة فئة جديدة تسمى "GT Pro Am". في البداية، كان هذا التنسيق مخصصًا لسباقات التحمل فقط، ولكن في النهاية تم تطبيقه على جميع السباقات.
في عام 2012، لم يتم إدخال سوى عدد قليل من سيارات LMP، وكانت معظمها مدعومة من قبل الشركات المصنعة اليابانية مثل نيسان وهوندا. دخلت الشركة المصنعة البريطانية Morgan في فئة LMP باستخدام محرك Judd. عادت Aston Martin Racing، التي دخلت فئة LMP منذ عدة سنوات، إلى فئة GT لعام 2012.
سلسلة Trans-Am المعاد تنسيقها بقيت دون تقدم signifiant، حيث غلبت عليها منافسة التحدي العالمي للمركز السعودي للتحكيم التجاري بشدة، وفشلت في الحصول على عقد تلفزيوني. أحد الأسباب الرئيسية لذلك هو استمرار فرق Trans Am في استخدام مركبات تعود تواريخها إلى عام 1999. في معظم السلاسل الأخرى، كانت الفرق تميل إلى تحديث سياراتها كل بضع سنوات على سبيل المثال، سيارات مثل فورد موستانج من عام 2005 مقابل 2010 في التحدي القاري والجيلين المختلفين من مازدا RX-8 في سلسلة سيارات رولكس.
تشمل التغييرات التلفزيونية الأخرى خسارة قناة Speed لحقوق تقريباً كل المسلسلات، حيث تم نقل التحدي العالمي إلى قناة Versus، بينما تم نقل ALMS إلى شراكة مع ESPN/ABC. تُعرض سباقات ALMS مباشرة عبر الإنترنت مع بث تلفزيوني في اليوم التالي. على الرغم من ذلك، تحتفظ قناة Speed بحقوق بث سباق 24 Hours of Le Mans والذي يُعرض مباشرة على الهواء.
في عام 2012، تم بث بعض السباقات على الهواء مباشرة. تستمر قناة السرعة، التي لديها شراكة مع NASCAR، بامتلاك حقوق حصرية لسلسلة Grand Am التي تملكها NASCAR.
في عام 2014، تم دمج سلسلة لومان الأمريكية وسلسلة سيارات رولكس الرياضية في بطولة United Sports Car Championship (USCC)، مع IMSA كهيئة تنظيمية لها. تم استعادة قناة Fox Sports 1 (التي تعتبر خليفة لقناة Speed Channel) لتصبح المذيع الرئيسي للبطولة الموحدة.
في عام 2017، تم استبدال Daytona Prototype بـ Daytona Prototype International (DPi)، والذي يعتمد على هياكل LMP2 الأربعة المتوافقة مع ACO والتي تم تصنيعها بواسطة Dallara وOnroak (Ligier) وOreca وRiley - Multimatic، مع استخدام هياكل الشركات المصنعة والمحركات المتوافقة مع العلامات التجارية. يُطلب من المصنعين التعاون مع فرق مستقلة، وستحتوي كل سيارة على هيكل مصنعها الأصلي بما يتماشى مع هوية العلامة التجارية. تم وضع هذه القواعد للتحكم في التكاليف وجذب الشركات المصنعة إلى السلسلة.
في عام 2018، استحوذت مجموعة SRO Motorsports على إدارة Pirelli World Challenge، مع USAC كهيئة معاقبة منذ عام 2017.
بدءًا من عام 2019، ستحل NBC Sports محل Fox Sports باعتبارها المذيع الرئيسي لبطولة WeatherTech SportsCar مع حقوق البث لمدة ست سنوات.

## أنواع السيارات
هناك العديد من أنواع السيارات الرياضية التي تتنافس، ويمكن تقسيمها على نطاق واسع إلى فئتين رئيسيتين: النماذج الرياضية الأولية والسيارات السياحية الكبرى (GT). غالبًا ما يتم خلط هاتين الفئتين (أو "الفئات") معًا في سباق واحد، كما هو الحال في سباق لومان 24 ساعة. في سباقات الفئات المختلطة، يتم منح الفائز الإجمالي، على الرغم من أنه غالبًا ما يتم التعرف على الفائزين في الفئات الفردية أيضًا.

### النموذج الرياضي
النموذج الرياضي هو الاسم الذي يُطلق على نوع من السيارات المستخدمة في سباقات السيارات الرياضية، وهو يمثل الخطوة التكنولوجية الأعلى من السيارات الرياضية التي تسير على الطرق. بجانب السيارات ذات العجلات المفتوحة، تمثل سيارات النموذج الرياضي قمة التصميم في سباقات السيارات.
في أعلى مستوى من سباقات السيارات الرياضية، تُعتبر السيارات النموذجية الرياضية سيارات سباق مصممة خصيصًا بعجلات مغلقة ومقصورة قيادة مفتوحة أو مغلقة. منذ إنشاء بطولة العالم للسيارات الرياضية، تم وضع لوائح دقيقة تتعلق بالهيكل، ونمط المحرك، وحجمه، ونوع الإطارات، والديناميكا الهوائية التي يجب أن تتوافق معها هذه السيارات.
النماذج الأولية الرياضية غالبًا ما تكون آلات فريدة من نوعها، ولا تحتمل أي علاقة بالسيارات التي يمكن أن تُشاهد على الطرقات. على الرغم من ذلك، في التسعينيات، استغلت بعض الشركات المصنعة ثغرات في قواعد الاتحاد الدولي للسيارات وACO، مما أدى إلى ظهور بعض السيارات في فئة GT كنماذج أولية رياضية حقيقية، مما أدى إلى ظهور بعض الإصدارات المخصصة للطرق لأغراض التجانس. سيارات مثل Dauer-Porsche 962 LM، Porsche 911 GT1-98، Mercedes CLK-GTR، وToyota GT-One كانت أمثلة رائدة على هذه النماذج الأولية التي تنكرت في شكل سيارات GT.
بعبارات مبسطة، النماذج الرياضية الأولية هي سيارات سباق ذات مقعدين مع هيكل يغطي عجلاتها، وهي متقدمة تقنيًا، واعتمادًا على اللوائح التي تم تصميمها لها، فهي سريعة أو أسرع من نظيراتها ذات المقعد الواحد. على الرغم من أنها ليست معروفة على نطاق واسع، إلا أن النماذج الرياضية (جنبًا إلى جنب مع سيارات الفورمولا 1) هي المسؤولة عن إدخال أكبر عدد من التقنيات والأفكار الجديدة إلى رياضة السيارات، بما في ذلك الأجنحة الخلفية، وأنفاق "فنتوري" ذات التأثير الأرضي، والديناميكا الهوائية المدعومة بالمروحة، وناقل الحركة المزدوج. علب التروس. وتنتقل بعض هذه التقنيات في نهاية المطاف إلى سيارات الطرق.
في لوائح ACO، تم تحديد فئتين رئيسيتين للنماذج الرياضية الأولية: P1 وP2. يُشترط أن لا يقل وزن السيارات المتسابقة في فئة P1 عن 900 كجم، ويتم تقييدها بسعات محركات تصل إلى 6000 سم مكعب بنظام الشحن الطبيعي، أو 4000 سم مكعب بنظام التوربو، مع السماح أيضًا لمحركات توربو ديزل سعة 5500 سم مكعب في P1. سجلت أودي انتصارات متتالية في سباقات لومان بسيارات من هذه الفئة في أعوام 2006، 2007، و2008، بينما عادت بيجو إلى المنافسة في عام 2007 بسيارة مشابهة (بيجو 908).
أما سيارات P2 يمكن أن تكون أخف بكثير، حيث بدأ الحد الأدنى لوزنها من 675 كجم، ثم 750 كجم، وحاليًا 825 كجم، وتقتصر على محركات V6 أو V8 بسعة 3400 سم مكعب، أو محركات توربو بسعة 2000 سم مكعب. في سلسلة الأوروبية حيث يتم التركيز على قدرة التحمل، تشارك سيارات P2 بشكل رئيسي من قبل فرق خاصة، ولم تكن هناك تحديات مباشرة للفوز مع P1. على الجانب الآخر، في سلسلة لومان الأمريكية حيث تكون السباقات أقصر عمومًا، أصبحت فئة P2 الأكثر نشاطًا بمشاركة جادة من بورش وأكورا. وبينما يميل استخدام P2 في أوروبا إلى السباقات المكثفة، تُظهر السيارات P2 في الولايات المتحدة، خاصة بورش RS Spyder، غالبًا أنها أسرع في اللفة من سيارات P1، حيث حققت بورش العديد من الانتصارات الشاملة على سيارات أودي في فئة P1.
ستشجع قواعد النموذج الأولي لعام 2010 وما بعده المحركات القائمة على الإنتاج، مثل محركات GT1 في فئة LMP1 ومحركات GT2 في فئة LMP2. كما ستتضمن هذه القواعد أيضًا تنظيمًا دقيقًا لضمان تحقيق التعادل في أداء محركات البنزين والديزل في فئة LMP1.
نماذج Daytona الأولية تمثل إحدى مبادرات سلسلة Grand-Am Rolex للسيارات الرياضية، وتقدم نهجًا مختلفًا في فئة النماذج الأولية. تعرف هذه السيارات، المعروفة عادةً باسم DPs، بكونها آلات سباق ذات مقصورة قيادة مغلقة مصممة خصيصًا للسباقات، وهي أقل تكلفة وأبطأ بعض الشيء (بشكل مقصود) مقارنةً بالنماذج الأولية في سلسلة Le Mans، التي تمتلك سرعات فائقة على حلبة دايتونا البيضاوية وتكلفة عالية للفرق الصغيرة. بالمقارنة مع LMPs، تقتصر DPs بشدة من حيث التكنولوجيا المعتمدة؛ فهي تستخدم إطارات أنابيب فولاذية مع طبقات من ألياف الكربون، بدلاً من إطارات أحادية الألياف الكربونية، وتعتمد على محركات قائمة على الإنتاج. كما يقتصر تطويرها على المفهوم الأصلي للسيارة منذ بداية الموسم، بينما يقوم الفرق الأوروبية بتعديل وتطوير سياراتها باستمرار لزيادة الأداء خلال الموسم.
لهذه الأسباب، تم انتقاد الفئة التي تُصنف عادةً كـ "نموذج أولي" لكونها تُعتبر مضللة وأكثر انسجامًا مع سلسلات السباقات "المواصفات" التقليدية المعمول بها في الولايات المتحدة. تم تصميم صيغة DP لتوفير فئة تشجع على المنافسة الشديدة بقواعد فنية صارمة وتجاهل نسبي للميزانية. يتمتع هيكل DP بنظام موافقة يشبه الامتياز، حيث يُسمح بالمشاركة للمصنعين المعتمدين فقط، وتفرض القواعد استقرارًا لعدة سنوات كل مرة، على الرغم من أن هذا أدى في عام 2007 إلى دخول مصنعين معروفين مثل Lola و Dallara إلى السلسلة لعام 2008 من خلال الاستحواذ على حقوق المقاولين الحاليين (Multimatic وDoran على التوالي).

### سيارة جراند تورينج
سباقات Grand Touring (GT) هي الصيغة الأكثر شيوعًا في عالم سباقات السيارات الرياضية، وهي ممارسة عالمية تجد مكانها في السلاسل الدولية والوطنية حول العالم. تاريخيًا، كان يُشترط على سيارات Grand Touring أن تكون في إنتاج متسلسل، ولكن في عام 1976 تم تقسيم الفئة إلى مجموعتين: Group 4 لسيارات Grand Touring Cars القائمة على الإنتاج، وGroup 5 لسيارات الإنتاج الخاص، والتي كانت في جوهرها سيارات سباق تشبه سيارات الإنتاج من الخارج.
توقفت سباقات GT تدريجيًا في أوروبا خلال الثمانينيات والتسعينيات، ولكن استمرت بشكل غير رسمي في سباقات IMSA في الولايات المتحدة. عندما عادت رياضة سباقات GT إلى الحياة بعد انهيار بطولة العالم للسيارات الرياضية في نهاية عام 1992، تولت منظمة ACO المبادرة في تحديد القواعد الجديدة.
تحت قواعد ACO، تنقسم سيارات Grand Touring إلى فئتين رئيسيتين: Grand Touring 1 (GT1، سابقًا GT) وGrand Touring 2 (GT2، سابقًا N-GT). تتميز سيارات GT بالمظهر الخارجي الذي يشبه إلى حد كبير نسخة الإنتاج، ولكن قد تختلف التركيبات الداخلية بشكل كبير. سيارات GT2 تشبه بشكل كبير تصنيف FIA GT2، وتُعتبر سيارات "خالصة" للسباق، مع تعديلات داخلية محدودة نسبيًا.
بورش 911 هي حاليًا السيارة الأكثر شعبية في فئة GT2. سنة 2009 شهدت آخر سباقات لفئة GT1 بسبب قضايا الميزانية، وأصبحت فرق GT1 تجهز سياراتها للمنافسة في فئة GT2 في الأعوام اللاحقة.
إضافةً إلى ذلك، تدير سلسلة لومان الأمريكية فئة "GT-Challenge"، التي تستخدم حاليًا كأس بورش 911 GT3، ومن المخطط أن تفتح الباب لمشاركة سيارات أخرى في المستقبل، وتُعتبر هذه الفئة بمثابة منصة للفرق الخاصة والمبتدئة لدخول السلسلة بطريقة أسهل.
في عام 2011، قامت ACO بتقسيم فئة GT2 إلى فئتين رئيسيتين: GTE-Pro وGTE-Am. فئة GTE-Pro مخصصة للفرق المحترفة التي تستخدم سيارات بمواصفات حديثة ومتقدمة، بينما فئة GTE-Am مخصصة للفرق التي تتألف من هاوٍ واحد ومحترف واحد لكل سيارة، وتستخدم سيارات بمواصفات سابقة.
هذا التقسيم يهدف إلى جذب المشاركين الجدد والهواة للمشاركة في سلسلة لومان والاستفادة من منصة تنافسية محددة لكل فئة.
الاتحاد الدولي للسيارات يقسم سيارات GT إلى أربع فئات رئيسية: GT1 (المعروفة سابقًا باسم GT)، GT2 (المعروفة سابقًا باسم N-GT)، GT3 (التي تم طرحها مؤخرًا)، وGT4. فئتي GT1 وGT2 تتقاربان بشدة مع قواعد ACO المذكورة سابقًا، وتحدث بعض التداخلات في السباقات، خاصة في فئة GT2.
فئة GT3 حديثة نسبيًا وتم طرحها في عام 2006. تتميز هذه السيارات بالقرب من الشكل القياسي للسيارات في GT2، مع التعديلات الأساسية التي تمت في سيارات الإنتاج الواحد. أما فئة GT4، فهي فئة جديدة أخرى مخصصة للسائقين الهواة وشبه المحترفين، حيث تستخدم سيارات قائمة على الإنتاج مع تعديلات محدودة جدًا للسباقات، مثل منع أي مساعدات ديناميكية هوائية أو تعديلات على هيكل السيارة.
جميع الفئات (باستثناء GT2) تمتلك بطولات وكؤوس خاصة بها تديرها الاتحاد الدولي للسيارات. حاليًا، لم تعد فئة GT2 موجودة في الاتحاد الدولي للسيارات، وتشغل فقط في سلسلة لومان/الصدقات. ومع ذلك، أعلن الاتحاد الدولي للسيارات أيضًا أن سيارات GT2 ستكون قادرة على المنافسة في بطولة العالم FIA GT1 اعتبارًا من عام 2012 في فئة عالمية إلى جانب سيارات GT3.
لدى Grand-Am فئة واحدة لسيارات Grand Touring تسمح للمتسابقين بالمشاركة بسيارات GT القائمة على الإنتاج، والتي تتميز بمواصفات تقع في نطاق ما بين FIA GT2 وGT3 من حيث التعديلات. على سبيل المثال، تشمل هذه الفئة سيارات مثل Porsche 911 GT3 Cup التي تم تصميمها خصيصًا للتنافس في Grand-Am مع هيكل إطار أنبوبي مخصص للسباقات، والتي تذكرنا بفئات IMSA GTO/GTU السابقة.
بالإضافة إلى ذلك، تدير Grand-Am أيضًا عدة فئات أدنى تشبه فئات GT4، حيث تتميز هذه السيارات بتقريبها من سيارات الإنتاج مع بعض التعديلات المخصصة. في عام 2012، سمحت Grand-Am بمشاركة سيارات GT3 التي تتضمن أجنحة وفواصل مخصصة، شريطة أن تمر باختبار في مركز أبحاث وتطوير NASCAR في كونكورد، نورث كارولينا. هذا الإجراء يهدف إلى التأكد من أن سيارات GT3 تلبي معايير محددة تسمح بالمنافسة بتعديلات قليلة بالمقارنة مع السلاسل الأخرى.
من الجدير بالذكر أن NASCAR، الشركة الأم لـ Grand-Am، تفرض بعض القيود على التعديلات في سباقات Grand-Am GT، مثل عدم السماح باستخدام أنظمة الفرامل المانعة للانغلاق أو نظام التحكم في الجر.
منذ عام 2012، فئات السيارات الرياضية GT الأربعة تعاني من أوضاع مختلطة. فئة GT1 تقريبًا تم إلغاؤها بالكامل بإزالة هذه الفئة من بطولة العالم للسيارات الرياضية GT1 التي أُعيد توجيهها نحو سيارات GT3، مما أدى بدوره إلى إيقاف تشغيل البطولة تمامًا. فئة GT2 حاليًا محدودة إلى سلسلات معينة، بما في ذلك بطولة IMSA SportsCar، سلسلة النمسا الأوروبية للسيارات الرياضية، بطولة العالم للقدرة على التحمل FIA، سلسلة النمسا الآسيوية للسيارات الرياضية، والمفتوحة الدولية للسيارات الرياضية. فئة GT3، التي ظهرت كأكثر الفئات شعبية في GT، شهدت استخدامًا واسعًا في العديد من السلاسل الدولية والإقليمية مثل بطولة أوروبا للسيارات الرياضية GT3 وسلسلة بلانبان للقدرة على التحمل، بالإضافة إلى معظم السلاسل الوطنية مثل بطولة ألمانيا للسيارات ADAC GT Masters وبطولة بريطانيا للسيارات الرياضية GT. يُعتقد أن فئة GT4 تم إلغاؤها مثل GT1، مع إزالة هذه الفئة من بطولة أوروبا للسيارات الرياضية بلانبان وإلغاء كأس أوروبا للسيارات الرياضية GT4 لعام 2012 نظرًا لمشاكل تتعلق بالمنظم.

#### تصعيد التكنولوجيا والسيطرة عليها
في حين أن سيارات GT تعتمد على الأقل بشكل نظري على نماذج يمكن استخدامها على الطرق العامة، كانت بعض سيارات GT1 في منتصف وأواخر التسعينيات نماذج رياضية أولية مصممة خصيصًا للسباقات، والتي أنتجت سيارات إنتاج قليلة الإنتاج. كان لدى بعض الشركات المصنعة الصغيرة، مثل Saleen، حدود إنتاج تصل إلى 25 سيارة، بينما كانت لدى الشركات المصنعة الكبرى مثل Daimler AG حدود إنتاج تصل إلى 100 سيارة.
كانت فئة سباق GT1 الأصلية مخصصة للسيارات الفاخرة الأصلية وسيارات السباق المصممة خصيصًا لهذا الغرض. تشمل الأمثلة ماكلارين إف 1 جي تي آر، وفيراري إف 40، وبورش 911 جي تي 1، ومرسيدس بنز سي إل كيه جي تي آر، وتويوتا جي تي وان، ونيسان آر 390. في حين أن النموذجين الأوليين كانا مشتقين من السيارات الرياضية المخصصة للطرقات، كانت لدى المنافسين الألمان واليابانيين سيارات سباق أصلية، وكانت هذه النماذج الرياضية الأولية تقريبًا. أدى ارتفاع التكاليف إلى جانب انخفاض المشاركة إلى نهاية هذه الفئة في عام 1998، حيث تم استبدالها بفئة تُعرف آنذاك بـ GT2 (من قبل الاتحاد الدولي للسيارات، والتي تطورت لاحقًا إلى GT1) ونموذج لومان (LMP، من قبل ACO).
تكررت هذه العملية في عام 2009 ردًا على زيادة التكاليف في سباقات GT1 وGT2، مما أدى إلى إلغاء كلا الفئتين. تم اقتراح حلول مختلفة للتحكم في التكنولوجيا والتكاليف، بما في ذلك إيقاف الفئة الحالية لـ GT1 وإنشاء حدود جديدة بين سيارات GT2 وGT3 وGT4 الحالية.

### أقسام أخرى
يمتد سباق السيارات الرياضية بشكل عام إلى ما هو أبعد من قواعد ACO وFIA، حيث تشمل سلسلة Grand-Am الاحترافية بالإضافة إلى دروس سباقات الطرق للهواة في نادي السيارات الرياضية الأمريكي في أمريكا الشمالية.
سباقات السيارات الرياضية للهواة في جميع أنحاء الولايات المتحدة تخضع للعقوبات من قبل أندية مثل النادي الأمريكي للسيارات الرياضية. تشمل فئات السباقات الرياضية في المركز السعودي للتحكيم التجاري C و D Sports Racing وSports 2000 وSpec Racer Ford، بترتيب تنازلي من حيث السرعة والتطور، بالإضافة إلى عدد من الفئات القائمة على الإنتاج والفئات ذات الصنع الواحد.
في اليابان، تُقسم سلسلة سوبر جي تي للسيارات إلى فئتين تُعرف باسم GT500 وGT300. تتميز هذه السيارات بأنها أقل تقييداً مقارنةً بنظيراتها في أوروبا وأمريكا، حيث غالباً ما تحتوي على إطارات أنبوبية ومجموعات الحث القسري. الفرق في هذه السلسلة لديها حرية كبيرة في تبديل المحركات بنماذج أخرى من تصنيع الشركة المصنعة. تُظهر الأرقام المستخدمة في التصنيفات القدرة القصوى لكل فئة، ويتم ذلك عبر استخدام مقيدات للمحركات.
يُزعم من قبل مؤيدي السلسلة أن سيارات سوبر جي تي هي أسرع سيارات رياضية في العالم، بينما ينتقدها النقاد بسبب تجاوزها للتعديلات "المقبولة". ولكن، في السنوات الأخيرة، تم تغيير القواعد في فئتي GT500 وGT1 لتسمح في نهاية المطاف بمنافسة الفئتين مع بعضهما، على الرغم من أن سيارات GT500 لا تزال تحتفظ بميزة واضحة في الديناميكيات الهوائية وأداء المنعطفات، مما يعوض قوة أكبر لسيارات GT1.
في أوروبا، رغم أن معظم بطولات السيارات الرياضية الوطنية مثل البريطانية، الفرنسية، الألمانية، وبطولة GT المفتوحة الدولية التي مقرها في إسبانيا، تتبع لوائح الاتحاد الدولي للسيارات/ACO GT مع بعض التعديلات لضمان منافسة متوازنة وتكاليف أقل، إلا أن بعض البطولات تكون مفتوحة للسيارات غير المرخصة بشكل خاص.
في بلجيكا، تُسمح سلسلة Belcar بالسباق جنبًا إلى جنب بين السيارات الظلية والسيارات السياحية مع سيارات GT. بينما تسمح سلسلة VdeV Modern Endurance بالسباق جنبًا إلى جنب بين نماذج أولية صغيرة مثل Norma وCentenari وRadical وسيارات فئة GT3.
في بريطكار، تُسمح بمنافسة مجموعة واسعة من السيارات السياحية وسيارات GT في سباقات التحمل، في حين تُسمح بريتسبورتس بأنواع مختلفة من سيارات السباق الرياضية.

## سلسلة سباقات بارزة

### بطولات العالم

#### حاضِر
- بطولة العالم للتحمل، التي ينظمها الاتحاد الدولي للسيارات، تعمل منذ عام 2012. هي بطولة حالية لسباق السيارات الرياضية وسيارات GT، ينظمها نادي السيارات الغربي (ACO) ويوافق عليها الاتحاد الدولي للسيارات (FIA).

#### سابق
- بطولة العالم للسيارات الرياضية، البطولة السابقة ذات الطويلة الأمد التي انتهت عام 1992، كانت تُنظم بدايةً من عام 1953 وشملت منافسات للسيارات الرياضية والـ GTs وحتى سيارات Touring في بعض الأحيان. تقلصت التركيز تدريجيًا لتصبح مخصصة للسيارات الرياضية في نهاية المطاف. كانت معروفة في أوقات مختلفة بأسماء مثل بطولة المصنعين للجي تي، والبطولة الدولية للسيارات الرياضية، والبطولة الدولية للماركات، وبطولة العالم للماركات، وبطولة العالم للتحمل، وبطولة العالم للنماذج الرياضية الأولية. في عام 1963، حدث التفريق الأولي بين سيارات الرياضية والـ GT في بطولات منفصلة رسميًا. استمرت هذه الفصول حتى عام 1977، عندما أصبحت السلسلة مخصصة تمامًا للسيارات الرياضية فقط
- بطولة العالم FIA GT1 كانت سلسلة GT قصيرة العمر في أوائل عام 2010، أسسها Stéphane Ratel (SRO) في محاولة لترقية بطولة FIA GT إلى مستوى بطولة العالم.

### البطولات الدولية
- بورشه سوبر كاب هي سلسلة واحدة الصنع لسيارات كأس بورشه كاريرا، وتُعتبر سلسلة دعم لبطولة العالم للفورمولا 1. السلسلة أوروبية في الغالب، لكنها تمتد أيضًا إلى غرب آسيا.
- سلسلة 24 ساعة هي سلسلة سباقات التحمل للسيارات GT والسيارات السياحية. تُقام السباقات بشكل رئيسي في أوروبا والشرق الأوسط، ولكنها تمتد أيضًا إلى الولايات المتحدة.

#### البائد
- سلسلة لومان الأمريكية هي سلسلة سباقات السرعة المستوحاة من سباق لومان 24 ساعة، تُقام في الولايات المتحدة وكندا، ورغم ذلك فإنها تُنظم أحيانًا في أماكن أخرى مثل أستراليا. نشأت هذه السلسلة كنتيجة لتقسيم IMSA GT، حيث استبدلت IMSA GT بشكل رئيسي وأستمرت من عام 1999 إلى عام 2013 قبل أن تدمج في بطولة United SportCar.
- كأس إنتركونتيننتال لومان كانت بطولة دولية تُقام من عام 2010 حتى عام 2011. على الرغم من طابعها الدولي، إلا أنها لم تُعترف كبطولة عالمية رسمية نظرًا لعدم تنظيمها من قبل الاتحاد الدولي للسيارات (FIA).

### البطولات الإقليمية

#### أمريكا الشمالية
- بطولة WeatherTech للسيارات الرياضية هي البطولة الحالية الرائدة في مجال السيارات الرياضية في أمريكا الشمالية وفئة GT. تأسست هذه البطولة بعد اندماج سلسلة رولكس للسيارات الرياضية وسلسلة لومان الأمريكية، وكان الموسم الأول لها في عام 2014.
- تحدي جي تي العالمي بأمريكا هو سلسلة سباقات السيارات في الولايات المتحدة وكندا، تركز على سباقات GT و Touring Car Racing.
- تحدي ميشلان التجريبي هو سلسلة دعم لبطولة رولكس للسيارات الرياضية وبطولة WeatherTech SportsCar التي حلت محلها. تتميز هذه السلسلة بمزيج من سباقات السيارات GT والسيارات السياحية.
- سلسلة ترانس آم - الأصل عبارة عن سلسلة سيارات سياحية تتضمن بعض عناصر GT في السنوات اللاحقة ولكنها ظلت في المقام الأول مخصصة للسيارات السياحية. تطورت تدريجيًا إلى سلسلة سيارات سباق ظلية ، تعكس اتجاهات NASCAR. بدأت في الستينيات وحظيت بشعبية كبيرة خلال عصر سيارات العضلات في أواخر الستينيات وأوائل السبعينيات، وتم طيها في عام 2005. تطورت سلسلة سيارات العضلات الجديدة في عام 2009.

البائد
- IMSA النموذج الأولي - في سلسلة دعم لسلسلة لومان الأمريكية، والتي كانت تسمى سابقًا "IMSA Lites". السيارات الرياضية ذات المقعد الواحد المزودة بمحركات الدراجات النارية.
- سلسلة سيارات رولكس الرياضية - في سلسلة السيارات الرياضية الأمريكية عالية المستوى من Grand-Am، انبثقت من USRRC. استمرت من عام 2000 إلى عام 2013، وتم دمجها في بطولة يونايتد للسيارات الرياضية. فئات منفصلة للسيارات الرياضية وسيارات GT.
- هل يمكننى - في كأس التحدي الكندي الأمريكي (سلسلة قائمة على النموذج الأولي والتي استمرت من عام 1966 إلى عام 1974 وفي شكل منقح من عام 1977 إلى عام 1986؛ وتم إحياؤها في عام 1998 كجزء من USRRC)
- USERA - رابطة سباقات التحمل بالولايات المتحدة – بطولة التحمل Pro-Am في الولايات المتحدة
- بطولة IMSA GT – استمرت من عام 1971 إلى عام 1998 وحلت محلها الصدقات وسلسلة رولكس.
- بطولة الولايات المتحدة لسباقات الطرق - انبثقت من انقسام IMSA GT، وأصبحت سلسلة رولكس.
- السباق الدولي للأبطال - تم تشغيل سلسلة IROC الشهيرة ذات الطراز الواحد في الولايات المتحدة، وفي السنوات اللاحقة تم تشغيلها في الغالب على شكل بيضاوي لسيارات GT وMuscle.

#### أوروبا
- سلسلة لومان الأوروبية – سلسلة شقيقة لـ ALMS، يتم تشغيلها في الغالب في أوروبا (ELMS سابقًا).
- كأس ميشلان لومان
- تحدي جي تي العالمي في أوروبا – البطولة الأوروبية لسيارات GT3 والتي حلت محل بطولة FIA GT1 عام 2013. يتكون من كأس GT World Challenge Europe للتحمل وكأس GT World Challenge Europe Sprint
- بطولة جي تي الدولية المفتوحة – البطولة الأوروبية لسيارات GT2 و GT3 تأسست عام 2006.
- كأس أوروبا GT4 - سلسلة سباقات GT4، معظمها في أوروبا ولكن بعض الجولات في أماكن أخرى.
- سلسلة تحدي السيارات الخارقة<span typeof="mw:Entity" id="mwAjo">&nbsp;</span>- كانت تُعرف سابقًا باسم تحدي السيارات السوبر الهولندية، وهي سلسلة سيارات رياضية تقام في منطقة البنلوكس منذ عام 2001.

البائد
- بطولة FIA للسيارات الرياضية - سلسلة سباقات النموذج الأوروبي البائدة الآن التابعة للاتحاد الدولي للسيارات - انتهت معظم السباقات كجزء من سلسلة لومان الأوروبية.
- بطولة FIA GT - بطولة أوروبا التي نظمها الاتحاد الدولي للسيارات لسيارات GT1 وGT2، استمرت من عام 1997 إلى عام 2009.
- بطولة الاتحاد الدولي للسيارات GT3 الأوروبية - سلسلة سباقات GT3 الأوروبية، معظمها في أوروبا ولكن بعض الجولات في أماكن أخرى.

#### آسيا والمحيط الهادئ
- سلسلة لومان الآسيوية – سلسلة تعمل بسيارات LMP2 و LMP3 و GT3 .
- تحدي جي تي العالمي آسيا - بطولة آسيا جي تي 3 التي تأسست عام 2009، والتي حلت محل تحدي آسيا جي تي وجي تي آسيا .
- سوبر جي تي - بطولة سباقات السيارات الرياضية التي تتخذ من اليابان مقراً لها؛ كانت تُعرف سابقًا باسم بطولة Japan GT (JGTC).

البائد
- تحدي لومان الياباني – تأسست عام 2006، وتم عرضها في اليابان وتم طيها عام 2007.
- بطولة اليابان الرياضية النموذجية – مسلسل ياباني لـ Gr. سيارات C، تم استبدالها بـ JGTC في عام 1993.
- سلسلة فوجي جراند تشامبيون – مسلسل ياباني في الأصل لـ Gr. 6 سيارات.

- تحدي GT العالمي في أستراليا - سلسلة للسيارات من نوع GT والتي استمرت من عام 1982 إلى عام 1985 (معظمها سيارات IMSA GTO ذات المواصفات بالإضافة إلى سيارات السيدان الرياضية من المجموعة B من بطولة سيارات السيدان الرياضية الأسترالية البائدة آنذاك)، ومن عام 2005 حتى الآن. يتم تشغيل البطولة حاليًا وفقًا للوائح FIA GT3. في نوفمبر 2020، استحوذت مجموعة SRO Motorsports Group وAustralian Racing Group على البطولة كمروج جديد وتم تغيير علامتها التجارية كجزء من عصر "GT World Challenge" لتظهر لأول مرة في عام 2021.
- سلسلة المتسابق الرياضي - سلسلة هواة للسيارات الرياضية الصغيرة، معظمها بمحركات دراجات نارية، تم عرضها لأول مرة في عام 2010.
- بطولة كأس الأمم الأسترالية – سلسلة للسيارات من نوع GT والتي امتدت من عام 2000 إلى عام 2004. تم استبدالها ببطولة GT الأسترالية التي تم إحياؤها في عام 2005 بعد توقف منظم السلسلة Procar Australia عن العمل في عام 2004.
- بطولة السيارات الرياضية الأسترالية – مسلسل استمر من عام 1969 إلى عام 1988. تم تشغيله من أجل اللوائح الفريدة للسيارات الرياضية للمجموعة الأسترالية من عام 1969 إلى عام 1975، وللسيارات الرياضية لإنتاج المجموعة د من عام 1976 إلى عام 1981 ومرة أخرى للمجموعة أ للسيارات الرياضية من عام 1982 إلى عام 1988.

#### المملكة المتحدة
- بطولة جي تي البريطانية – سلسلة GT على المستوى الوطني
- سرعة - البطولة الوطنية لسيارات التحمل التي تنظمها شركة MotorsportVision Racing . تسمى أحيانًا سيارات LMP3.
- الرياضات الرعدية - سلسلة بريطانية من الثمانينيات حيث كان أي نوع من سيارات السباق الرياضية وسيارات GT وحتى السيارات السياحية مؤهلاً للمشاركة.
- كلوبمانز - صيغة بريطانية طويلة الأمد تميزت بمتسابقين رياضيين متطورين وسريعين ولكن اقتصاديين بمحرك أمامي/خلفي في التسعينيات. يعتمد في الأصل على شعبية Lotus Seven .

#### الولايات المتحدة
- تحدي جي تي العالمي بأمريكا
- سلسلة جي تي أمريكا
- سلسلة GT4 أمريكا

### الأحداث الفردية الكبرى
- 24 ساعة من لومان - أحداث التحمل التي ينظمها نادي السيارات الغربي ويوافق عليها الاتحاد الدولي للسيارات
- 24 ساعة من دايتونا
- نوربورغرينغ 24 ساعة
- سبا 24 ساعة
- باثورست 12 ساعة
- 12 ساعة من سيبرينغ
- سوزوكا 10 ساعات
- دبي 24 ساعة

## أنظر أيضا
- سباق السيارات
- السيارات السياحية الكبرى
- سباق السيارات السياحية

## فهرس
- Denis Jenkinson, "Automobile Year Book of Sports Car Racing" (photographic history of sports car racing from the early 1950s to the 1970s).
- János Wimpffen, "Time and Two Seats" – 2 vols. Extensive history of World Championship sports car racing from 1952 to the late 1990s.
- János Wimpffen, "Open Roads And Front Engines" – a photographic companion to the above, covering the early 50s-early 60s.
- János Wimpffen, "Winged Sports Cars and Enduring Innovation" – a sequel to the above covering the early 60s-early 70s.
- János Wimpffen, "Spyders and Silhouettes" – a sequel to the above covering the early 70s-early 80s.
- John Wyer, "The Certain Sound" – memoirs of Aston Martin and Ford GT40 team manager.
- Chris Nixon, "Racing with the David Brown Aston Martins", 2 vols.
- Anthony Pritchard, "Sports Racing Cars" – profiles of 25 sports racers through history.
- Brooklands Books, "Le Mans" – 5 volumes of contemporary race reports.
- Brooklands Books, "Mille Miglia" – 2 volumes of contemporary race reports.
- Brooklands Books, "Targa Florio" – 5 volumes of contemporary race reports.
- Brooklands Books, "Carrera Panamericana" – 1 volume of contemporary race reports.
- Ian Briggs, "Endurance Racing 1982–1991" – the Group C and IMSA GTP years, race by race.
- Michael Cotton, "Directory of World Sports Cars" – IMSA and GpC car histories outlined in detail.
- Andrew Whyte, "Jaguar: Sports Racing and Works Competition Cars" – 2 vols. Authoritative history of the marque.
- Ian Bamsey, ed. "Super Sports: The 220 ميل/س (350 كم/س) Le Mans Cars" – technical summary of large-capacity coupés.
- Chris Nixon – "Sports Car Heaven" – Aston Martin vs Ferrari.
- Karl Ludvigsen – "Quicksilver Century" – competition history of Mercedes-Benz.
- Karl Ludvigsen – "Porsche: Excellence Was Expected" (3 vols) – extensive history of Porsche.
- Vic Elford, "Reflections on a Golden Era of Motorsport" – covers Vic's rallying, single seater and mostly sports car career in depth.
- Norbert Singer, "24:16" – his role in Porsche's Le Mans wins.
- John Horsman, "Racing in the Rain", an account of his engineering career with Aston Martin, John Wyer and Mirage.
- Curami/Vergnano, قالب:"'La Sport' e i suoi artigiani" – Italian domestic sports car competition from the 1930s–1960s and the 'specials' that competed in it.
- J. A. Martin & Ken Wells, "Prototypes: The History of the IMSA GTP Series" – team by team account of various racing teams and manufacturers that competed in the top flight IMSA series.
- Mike Fuller & J. A. Martin, "Inside IMSA's Legendary GTP Race Cars: The Prototype Experience", (ردمك 0-7603-3069-7), Motorbooks International, 25 April 2008. Technical and historical overview of IMSA GTP racers.